# Viaduc de Pannes
Le viaduc de Pannes est un pont en arc bow-string français qui permet à l’autoroute A77 de franchir le canal d'Orléans et la rivière Bézonde sur le territoire de la commune de Pannes, dans le département du Loiret et la région Centre-Val de Loire.
Cet ouvrage est original par le fait qu’il ne comporte qu’un seul arc central à suspentes rayonnantes.
Il fut, à sa construction, avec le viaduc de Briare, l’ouvrage de ce type ayant la plus grande portée en Europe (86 m).
En 2000 il reçoit le prix des Plus beaux ouvrages du Syndicat de la construction métallique de France dans la catégorie ouvrages d’art

## Géographie
Le viaduc est situé à l'ouest de Montargis, à Pannes, à proximité de la sortie 18 de l'autoroute A77 et de la rue du Pont-de-Feuillet.

## Genèse du projet
L’autoroute A77, concédée à la société des autoroutes Paris-Rhin-Rhône (SAPRR) entre Dordives et Cosne-Cours-sur-Loire, franchit le canal d'Orléans et la rivière Bézonde puis le canal de Briare et la rivière la Trézée. Afin de constituer des éléments visuels forts du projet sur la section, le concessionnaire a décidé de construire deux arcs identiques pour franchir ces espaces de typologie et de longueurs similaires.

## Caractéristiques générales
L’ouvrage est composé de deux structures : un arc bow-string visible sur et hors autoroute, au droit du canal, ouvrage typique des voies d’eau ; un pont à poutres continues, ouvrage discret et plus commun pour le franchissement de la rivière contiguë.
Le pont en arc présente une portée de 86 m. Le pont à poutres continues est quant à lui long de 104 m. Il comprend deux travées de 60 m et 44 m.
Le tablier est large de 37 m. Le profil en travers de cet ouvrage comprend une chaussée à quatre voies de 3,50 m, mais l’ouvrage a été conçu pour supporter à terme six voies.

Schéma du viaduc de Panne

## Les principaux intervenants

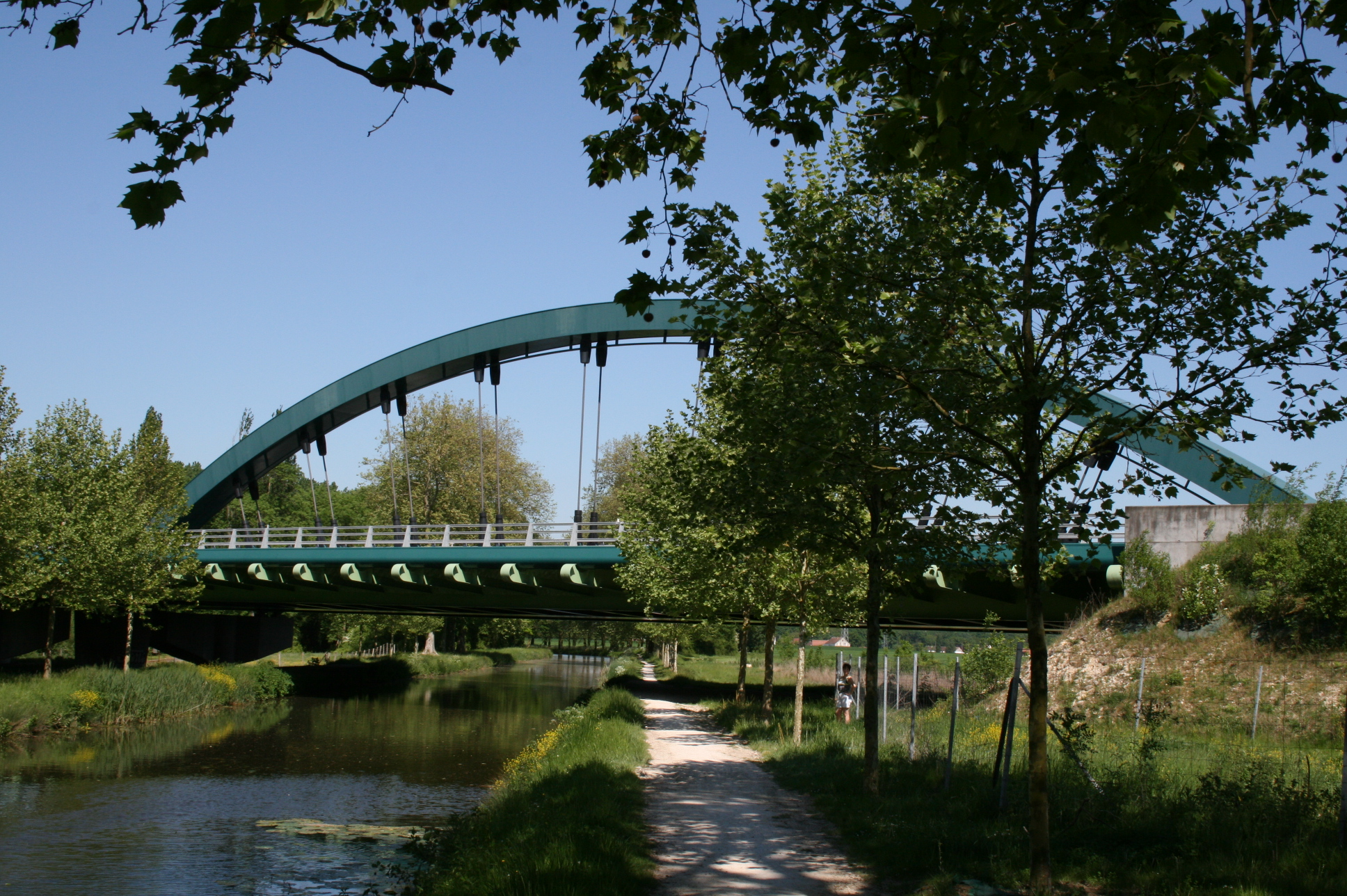
Le pont vu du chemin de halage, en bordure du Canal d'Orléans côté ouest.

- Maître d'ouvrage : SAPRR, direction de la construction, Lyon ;
- Maître d'œuvre : Scetauroute, direction de projet d’A77 Montargis-Amilly ;
- Architecte : Alain Spielmann ;
- Études d’exécution (métal) : Baudin-Chateauneuf, EEG Lyon ;
- Études d’exécution (génie civil) : IOA lexiq ;
- Bureau d’études de contrôle : Setec TPI.
- Entreprises principales : construction génie civil : Dalla Vera (mandataire) ; construction métallique : Baudin-Chateauneuf (cotraitant).
- Entreprises sous-traitantes : Roland (terrassements) ; PMC/CIA (armatures) ; Chavigny (préfabrication) ; Presspali (fondations profondes) ; Cotra (étanchéité) ; Pont Équipement (corniche métallique, caillebotis, menuiserie) ; Sogam (glissières N4) ; ESTM (soudure sur site) ; ACTIF (peinture sur site).

## Quantités et coût
Les quantités sont par nature d’indicateurs, respectivement pour les viaducs de Pannes et de Briare les suivantes :
| Indicateur                       | Pannes    | Briare    |
| -------------------------------- | --------- | --------- |
| Surface totale des tabliers      | 5 550 m2  | 5 300 m2  |
| Béton fondations profondes       | 1 400 m3  | -         |
| Béton appuis                     | 1 500 m3  | 2 400 m3  |
| Béton tabliers                   | 950 m3    | 920 m3    |
| Charpente métallique             | 1 700 t   | 1 750 t   |
| Protection anticorrosion         | 16 550 m2 | 16 200 m2 |
| Terrassements associés (remblai) | 8 000 m3  | 6 400 m3  |

Le coût final constaté des deux viaducs est de 99 millions de francs HT (valeur 1997), pour près de 11 000 m2 de tablier, soit un ratio d’environ 9 000 francs/m2.

## Description de l'ouvrage

### Fondations
Compte tenu des faibles caractéristiques des sols, les appuis sont fondés sur des pieux de diamètre 1 300 à 1 500 mm selon leur charge, avec des longueurs variant de 15 à 20 m.

### Les appuis

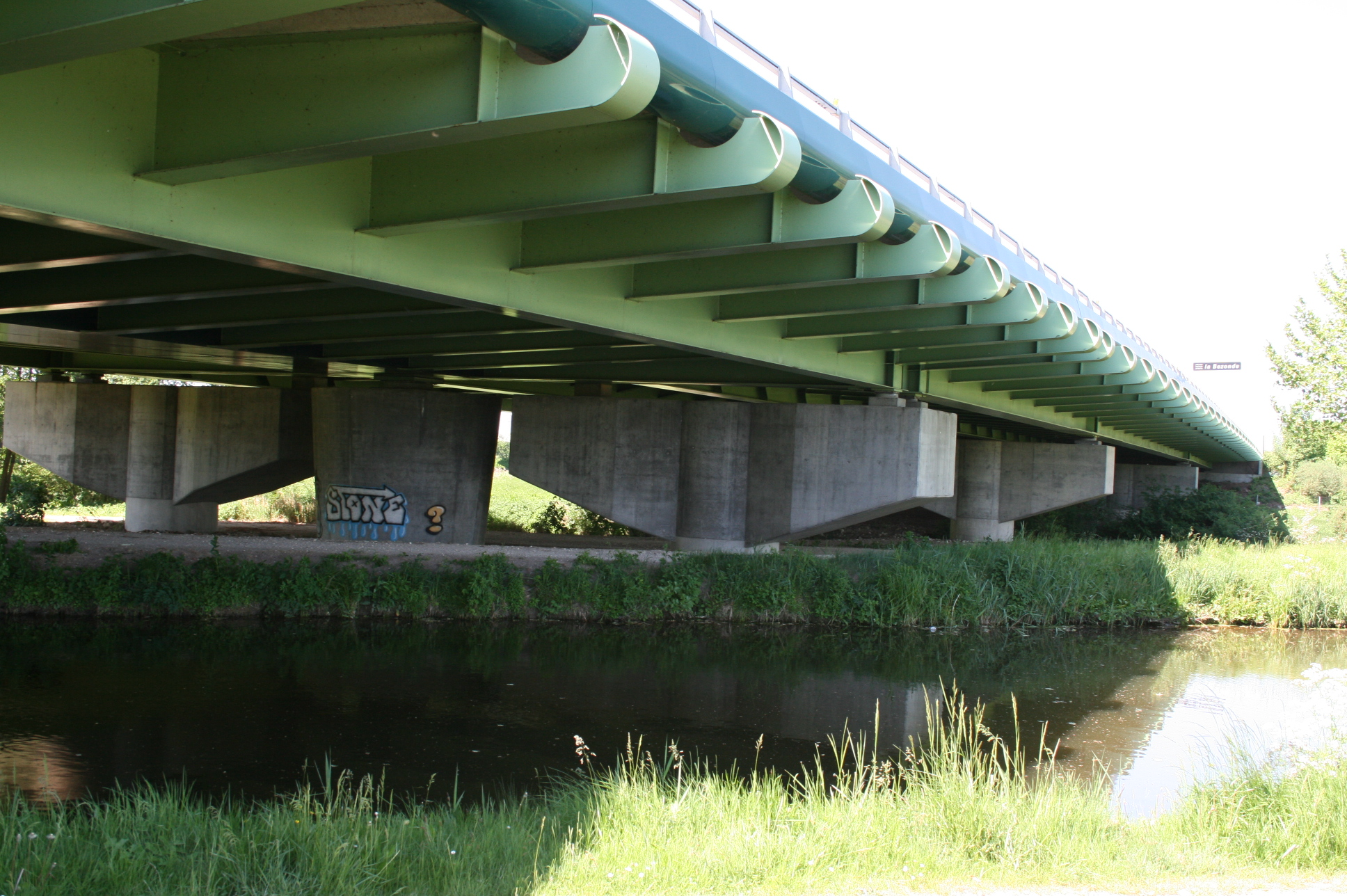
Consoles accrochées sur le longeron.

Les piles courantes des ouvrages d’accès sont constituées, pour chaque tablier, d’un fût circulaire de 2,70 m de diamètre, coiffé d’un chevêtre du type "marteau" de 3,50 m de hauteur.
Les piles culées comprennent en outre un appui central de forme tronconique, de diamètre 5,10 m en partie supérieure et 4,20 m à l’encastrement. Le fût central est creux et l’épaisseur moyenne de la paroi est de 0,50 m.
Les appuis extérieurs reçoivent d’un côté les ouvrages d’accès, et de l’autre côté les poutres latérales du bow-string. L’appui central reçoit le caisson inférieur – ou tirant – du bow-string.
Les culées sont de conception classique : chevêtre sur poteaux de section rectangulaire.

### L’arc et le tablier

Structure du pont bow-string de Pannes.

L’arc métallique axial est relié au tablier par une double nappe de neuf haubans (ou suspentes) réalisant une suspension centrale dans l’axe de l’autoroute entre les deux sens de circulation.
Transversalement sur le tirant, viennent se souder des pièces de pont de 11 m de long le reliant aux longerons. Elles sont espacées de 3,30 m. L’ouvrage se termine par des consoles de 3,50 m, donnant au pont une largeur d’environ 35 m. Le tirant, d’une longueur entre appuis de 86 m, est constitué d’un caisson de 4,80 m de large et 2,05 m de haut. Les semelles et les âmes sont constituées de tôles de 30 mm. Des raidisseurs sont disposés tous les 3,30 m.
Le caisson constituant l’arc présente une largeur de 2,30 m pour une hauteur de 1,50 m. Des tôles de 35 mm forment les semelles et 30 mm pour les âmes. Des raidisseurs sont prévus tous les 5,00 m. L’ouverture maximale entre l’axe du tirant et l’axe de l’arc est de 14 m conduisant à des longueurs de hauban variant de 2,75 m à 8,71 m.
Les haubans sont reliés à l’ouvrage par un système de chapes et ridoirs.

### Les ouvrages d’accès
Les tabliers sont du type bipoutre à pièces de pont. La hauteur des poutres métalliques est de 1,75 m. Les tabliers ont une largeur utile de 14,00 m et sont constitués d’une bande d’arrêt d’urgence (BAU) de 3,00 m, trois voies de 3,50 m et d’une bande dérasée de gauche (BDG) de 0,50 m.
Les dispositifs de sécurité sont des barrières de type BN4, des corniches caniveaux métalliques équipent les bords extérieurs des tabliers.

## Conception
Du fait de la complexité de la structure, plusieurs niveaux de modélisation se sont imposés. En particulier, un modèle tri-dimensionnel avec calcul aux grands déplacements, a été réalisé pour la vérification de l’ouvrage dans le cas de charge accidentel ; le modèle a été particulièrement affiné pour l’étude des naissances de l’arc.

## Construction de l’ouvrage

### Ouvrages d’accès
Le principe des coffrages perdus, constitués de prédalles préfabriquées de 9 cm d’épaisseur, a été retenu pour la construction hourdis. Cette disposition a permis de réduire les difficultés liées à l’utilisation d’un équipage mobile traditionnel pour un ouvrage à pièces de pont, et plus particulièrement pour le viaduc de Pannes qui est courbe en plan.
Ceci a permis également de réduire de façon significative les délais de réalisation de la dalle.

### Lesbow-strings

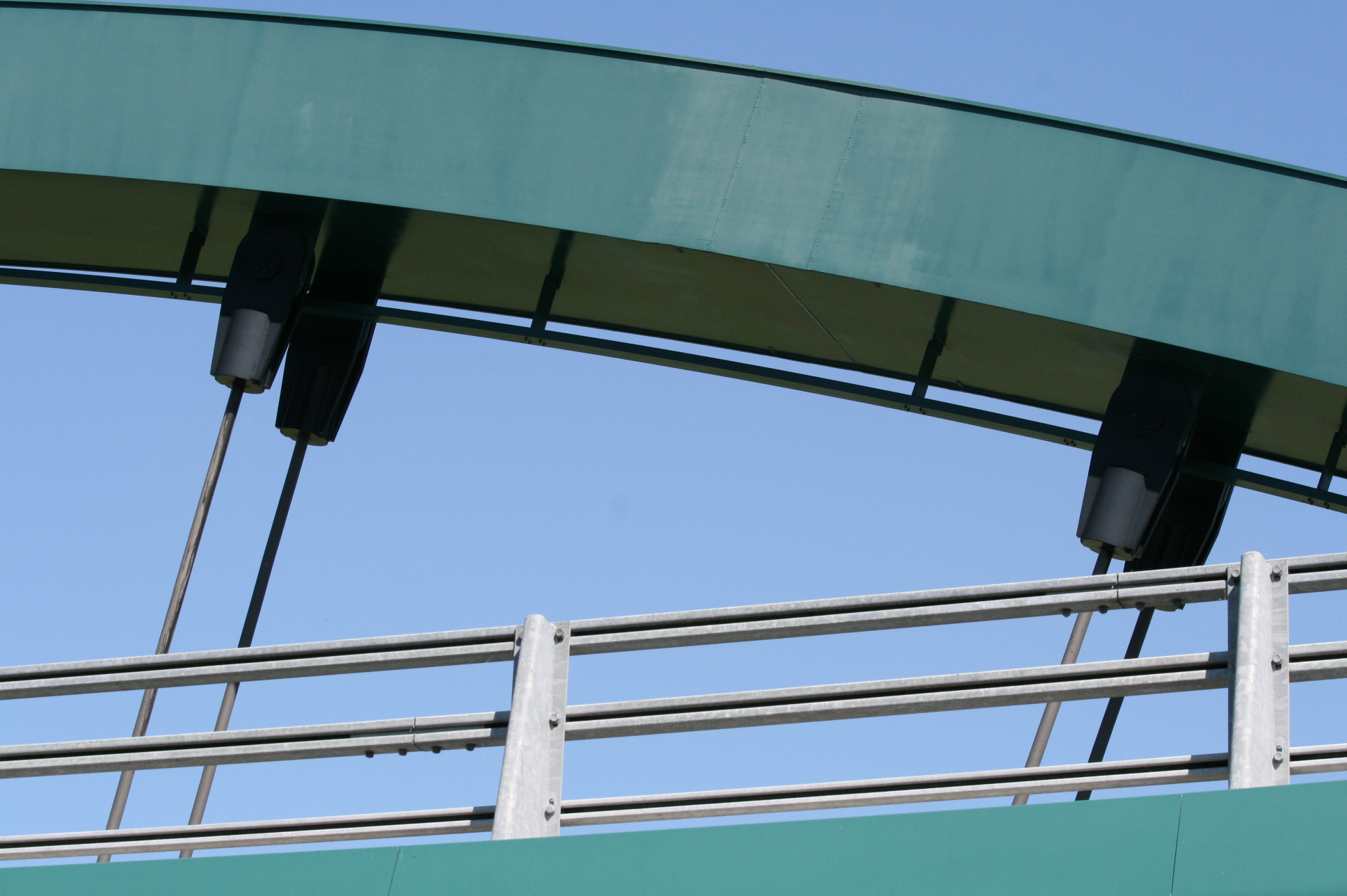
Arc, haubans et barrière de sécurité.

Le bow-string de Pannes a été construit de manière classique sur cintres et étais.
Le tirant est constitué de sept tronçons d’un poids variant de 60 tonnes pour le pied d’arc à 70 tonnes pour un tronçon courant de longueur maximum de 15 m.
Les trois premiers tronçons de chaque rive sont pré-assemblés  au sol. Cet ensemble d’un poids d’environ 200 tonnes et d’une longueur de 40 m a été mis en place avec une grue de 400 tonnes. La mise en place du tirant s’est déroulée sur deux jours.
L’arc, composé de quatre éléments de longueur moyenne de 25 m et pesant 50 tonnes, est posé sur trois tours d’étaiement. Une partie des longerons et des pièces de pont a dû être posée avant le montage complet de l’arc, car ils se situent dans une zone qui devient inaccessible aux engins de chantier de grand gabarit.
Le décintrement de l’ouvrage se réalise lors de la mise en tension des suspentes et de leur prise en charge du poids propre.

## Pour approfondir